# Dan Colen
Dan Colen, född 1979 i New Jersey, USA är en konstnär baserad i New York, USA.
Dan Colen jobbar med målade skulpturer, graffitinspirerade målningar med text och installationer. Han har bl.a. gjort en serie oljemålningar som ser ut att vara dukar nedbajsade av fåglar. Colen utexaminerades med en BFA i måleri från Rhode Island School of Art and Design 2001.
Colens konst har visats på många olika platser i världen och han är representerad hos gallerier i bl.a. Tyskland och USA.
Dan Colen har jobbat tillsammans med sin vän Dash Snow.